# Ronde van Italië 2012/Zesde etappe
De zesde etappe van de Ronde van Italië 2012 werd verreden op 11 mei van Urbino naar Porto Sant'Elpidio. Het was een heuvelrit over een afstand van 207 km.

## Verloop
Wat zich aankondigde als een overgangsetappe werd fataal voor sprinters als Thor Hushovd, Tyler Farrar en Romain Feillu die vroeg gelost werden en opgaven.
Het werd een lange vlucht van 15 renners die op de klimmetjes en onverharde wegen langzaam uit elkaar viel. De Spanjaard Pablo Lastras gaf ook op na een val.
Een groep van vijf renners: de Colombiaan Miguel Ángel Rubiano, de Italianen Adriano Malori en Cesare Benedetti, de Pool Michał Gołaś en de Kazach Aleksandr Djatsjenko bleven wel uit de greep van het peloton. Op een steile klim ging Rubiano er alleen vandoor. Achter hem vochten Malori en Gołaś voor het roze, waarbij de Italiaan het haalde. Een groep met onder anderen Mark Cavendish, Theo Bos en Sébastien Rosseler hadden minder dan een minuutje over op de tijdslimiet en ontsnapten daardoor aan uitschakeling.

## Rituitslag
| Urbino - Porto Sant'Elpidio (207 km) |                      |                              |          |
| Plaats                               | Naam                 | Ploeg                        | Tijd     |
| Winnaar                              | Miguel Ángel Rubiano | Androni Giocattoli-Venezuela | 5u38'30" |
| 2                                    | Adriano Malori       | Lampre-ISD                   | +1'10"   |
| 3                                    | Michał Gołaś         | Omega Pharma-Quick Step      | z.t.     |
| 4                                    | Aleksandr Djatsjenko | Astana Pro Team              | z.t.     |
| 5                                    | Cesare Benedetti     | Team NetApp                  | z.t.     |
| 6                                    | Daryl Impey          | Orica-GreenEdge              | +1'51"   |
| 7                                    | Filippo Pozzato      | Farnese Vini-Selle Italia    | z.t.     |
| 8                                    | Fabio Sabatini       | Liquigas-Cannondale          | z.t.     |
| 9                                    | Francisco Ventoso    | Team Movistar                | z.t.     |
| 10                                   | Michał Kwiatkowski   | Omega Pharma-Quick Step      | z.t.     |
|                                      |                      |                              |          |
| 13                                   | Jan Bakelants        | RadioShack-Nissan-Trek       | z.t.     |
| 35                                   | Tom Slagter          | Rabobank                     | z.t.     |

## Klassementen
| Algemeen klassement |                       |                              |           |
| Plaats              | Naam                  | Ploeg                        | Tijd      |
| Roze trui           | Adriano Malori        | Lampre-ISD                   | 20u25'28" |
| 2                   | Michał Gołaś          | Omega Pharma-Quick Step      | +15"      |
| 3                   | Ryder Hesjedal        | Team Garmin-Barracuda        | +17"      |
| 4                   | Miguel Ángel Rubiano  | Androni Giocattoli-Venezuela | +30"      |
| 5                   | Christian Vande Velde | Team Garmin-Barracuda        | +32"      |
| 6                   | Joaquim Rodríguez     | Team Katjoesja               | +36"      |
| 7                   | Peter Stetina         | Team Garmin-Barracuda        | +37"      |
| 8                   | Daniel Moreno         | Team Katjoesja               | +39"      |
| 9                   | Enrico Gasparotto     | Astana Pro Team              | z.t.      |
| 10                  | Luke Roberts          | Team Saxo Bank               | +41"      |
| 11                  | Michał Kwiatkowski    | Omega Pharma-Quick Step      | z.t.      |
| 12                  | Nélson Oliveira       | RadioShack-Nissan-Trek       | +43"      |
| 13                  | Dario Cataldo         | Omega Pharma-Quick Step      | z.t.      |
| 14                  | Marco Pinotti         | BMC Racing Team              | z.t.      |
| 15                  | Maciej Bodnar         | Liquigas-Cannondale          | z.t.      |
| 16                  | Ángel Vicioso         | Team Katjoesja               | +44"      |
| 17                  | Roman Kreuziger       | Astana Pro Team              | +46"      |
| 18                  | Tanel Kangert         | Astana Pro Team              | z.t.      |
| 19                  | Gatis Smukulis        | Team Katjoesja               | +47"      |
| 20                  | Fabio Sabatini        | Liquigas-Cannondale          | +48"      |
|                     |                       |                              |           |
| 27                  | Jan Bakelants         | RadioShack-Nissan-Trek       | +57"      |
| 35                  | Tom Slagter           | Rabobank                     | + 1'51"   |

| Puntenklassement |                      |                              |        |
| Plaats           | Naam                 | Ploeg                        | Punten |
| Rode trui        | Matthew Goss         | Orica-GreenEdge              | 65     |
| 2                | Mark Cavendish       | Sky ProCycling               | 53     |
| 3                | Miguel Ángel Rubiano | Androni Giocattoli-Venezuela | 36     |
|                  |                      |                              |        |
| 22               | Olivier Kaisen       | Lotto-Belisol                | 12     |
| 29               | Martijn Keizer       | Vacansoleil-DCM              | 8      |

| Bergklassement |                      |                              |        |
| Plaats         | Naam                 | Ploeg                        | Punten |
| Blauwe trui    | Miguel Ángel Rubiano | Androni Giocattoli-Venezuela | 24     |
| 2              | Michał Gołaś         | Omega Pharma-Quick Step      | 16     |
| 3              | Cesare Benedetti     | Team NetApp                  | 7      |
|                |                      |                              |        |
| 8              | Brian Bulgac         | Lotto-Belisol                | 2      |
| 11             | Olivier Kaisen       | Lotto-Belisol                | 1      |

| Jongerenklassement |                    |                         |           |
| Plaats             | Naam               | Ploeg                   | Tijd      |
| Witte trui         | Adriano Malori     | Lampre-ISD              | 20u25'28" |
| 2                  | Peter Stetina      | Team Garmin-Barracuda   | +37"      |
| 3                  | Michał Kwiatkowski | Omega Pharma-Quick Step | +41"      |
|                    |                    |                         |           |
| 14                 | Tom Slagter        | Rabobank                | + 1'40"   |
| 34                 | Julien Vermote     | Omega Pharma-Quick Step | + 18'42"  |

| Ploegenklassement |                         |           |
| Plaats            | Ploeg                   | Tijd      |
|                   | Team Garmin-Barracuda   | 60u02'38" |
| 2                 | Omega Pharma-Quick Step | +13"      |
| 3                 | Astana Pro Team         | +24"      |

1e etappe ·
2e etappe ·
3e etappe ·
4e etappe ·
5e etappe ·
6e etappe ·
7e etappe ·
8e etappe ·
9e etappe ·
10e etappe ·
11e etappe ·
12e etappe ·
13e etappe ·
14e etappe ·
15e etappe ·
16e etappe ·
17e etappe ·
18e etappe ·
19e etappe ·
20e etappe ·
21e etappe
Startlijst · Eindstanden · Afbeeldingen